# Sofia Arvidsson
Pour les articles homonymes, voir Arvidsson.
Lena Sofia Alexandra Arvidsson (née le 16 février 1984 à Halmstad) est une joueuse de tennis suédoise, professionnelle de 1999 à 2015.
Elle a remporté deux titres en simple sur le circuit WTA, à Memphis en 2006 et 2012.
Peu après le jour de l'an en janvier 2016, elle annonce sa retraite des courts de tennis, citant un manque de motivation.

## Palmarès

### Titres en simple dames
| No | Date       | Nom et lieu du tournoi         | Catégorie | Dotation  | Surface    | Finaliste         | Score         |          |
| -- | ---------- | ------------------------------ | --------- | --------- | ---------- | ----------------- | ------------- | -------- |
| 1  | 20-02-2006 | Cellular South Cup, Memphis    | Tier III  | 175 000 $ | Dur (int.) | Marta Domachowska | 6-2, 2-6, 6-3 | Parcours |
| 2  | 19-02-2012 | Memphis International, Memphis | Intern'l  | 220 000 $ | Dur (int.) | Marina Erakovic   | 6-3, 6-4      | Parcours |

### Finales en simple dames
| No | Date       | Nom et lieu du tournoi      | Catégorie | Dotation  | Surface         | Vainqueure      | Score    |          |
| -- | ---------- | --------------------------- | --------- | --------- | --------------- | --------------- | -------- | -------- |
| 1  | 31-10-2005 | Challenge Bell, Québec      | Tier III  | 170 000 $ | Moquette (int.) | Amy Frazier     | 6-1, 7-5 | Parcours |
| 2  | 15-02-2010 | Cellular South Cup, Memphis | Intern'l  | 220 000 $ | Dur (int.)      | Maria Sharapova | 6-2, 6-1 | Parcours |

### Titre en double dames
| No | Date       | Nom et lieu du tournoi | Catégorie | Dotation  | Surface         | Partenaire      | Finalistes                                | Score            |          |
| -- | ---------- | ---------------------- | --------- | --------- | --------------- | --------------- | ----------------------------------------- | ---------------- | -------- |
| 1  | 13-09-2010 | Challenge Bell Québec  | Intern'l  | 220 000 $ | Moquette (int.) | Johanna Larsson | Bethanie Mattek-Sands Barbora Z. Strýcová | 6-1, 2-6, [10-6] | Parcours |

### Finales en double dames
| No | Date       | Nom et lieu du tournoi                   | Catégorie | Dotation  | Surface         | Vainqueures                           | Partenaire        | Score            |          |
| -- | ---------- | ---------------------------------------- | --------- | --------- | --------------- | ------------------------------------- | ----------------- | ---------------- | -------- |
| 1  | 14-09-2009 | Challenge Bell Québec                    | Intern'l  | 220 000 $ | Moquette (int.) | Vania King Barbora Z. Strýcová        | Séverine Beltrame | 6-1, 6-3         | Parcours |
| 2  | 03-01-2011 | ASB Classic Auckland                     | Intern'l  | 220 000 $ | Dur (ext.)      | Květa Peschke Katarina Srebotnik      | Marina Erakovic   | 6-3, 6-0         | Parcours |
| 3  | 09-04-2012 | e-Boks Open Copenhague                   | Intern'l  | 220 000 $ | Dur (int.)      | Kimiko Date-Krumm Rika Fujiwara       | Kaia Kanepi       | 6-2, 4-6, [10-5] | Parcours |
| 4  | 18-02-2013 | US National Indoor Championships Memphis | Intern'l  | 235 000 $ | Dur (int.)      | Kristina Mladenovic Galina Voskoboeva | Johanna Larsson   | 7-65, 6-3        | Parcours |

## Parcours en Grand Chelem

### En simple dames
| Année | Open d'Australie                                     | Open d'Australie                                  | Internationaux de France                            | Internationaux de France                                  | Wimbledon                                            | Wimbledon                                          | US Open                                         | US Open            |
| ----- | ---------------------------------------------------- | ------------------------------------------------- | --------------------------------------------------- | --------------------------------------------------------- | ---------------------------------------------------- | -------------------------------------------------- | ----------------------------------------------- | ------------------ |
| 2002  | —                                                    | —                                                 | —                                                   | —                                                         | —                                                    | —                                                  | Q3 \|\| style="text-align:left" \| Brie Rippner |                    |
| 2003  | Q2 \|\| style="text-align:left" \| Tzipora Obziler   | Q1 \|\| style="text-align:left" \| Eva Birnerová  | Q2 \|\| style="text-align:left" \| Roberta Vinci    | Q2 \|\| style="text-align:left" \| Nuria Llagostera Vives |                                                      |                                                    |                                                 |                    |
| 2004  | 1er tour (1/64)                                      | Anastasia Myskina                                 | Q2 \|\| style="text-align:left" \| Lubomira Bacheva | Q3 \|\| style="text-align:left" \| Tatiana Panova         | Q1 \|\| style="text-align:left" \| Angelika Bachmann |                                                    |                                                 |                    |
| 2005  | Q1 \|\| style="text-align:left" \| Zuzana Ondrášková | 2e tour (1/32)                                    | Svetlana Kuznetsova                                 | 2e tour (1/32)                                            | A. Serra Zanetti                                     | Q1 \|\| style="text-align:left" \| Olena Schmelzer |                                                 |                    |
| 2006  | 3e tour (1/16)                                       | Anastasia Myskina                                 | 2e tour (1/32)                                      | Julia Vakulenko                                           | 1er tour (1/64)                                      | Eva Birnerová                                      | 2e tour (1/32)                                  | Patty Schnyder     |
| 2007  | 1er tour (1/64)                                      | Ai Sugiyama                                       | 1er tour (1/64)                                     | Ana Ivanović                                              | Q2 \|\| style="text-align:left" \| Stéphanie Foretz  | 1er tour (1/64)                                    | Olga Govortsova                                 |                    |
| 2008  | 2e tour (1/32)                                       | Marta Domachowska                                 | 1er tour (1/64)                                     | Ana Ivanović                                              | 1er tour (1/64)                                      | Sybille Bammer                                     | 2e tour (1/32)                                  | Jelena Janković    |
| 2009  | 1er tour (1/64)                                      | Alisa Kleybanova                                  | Q1 \|\| style="text-align:left" \| Alexandra Panova | Q1 \|\| style="text-align:left" \| Klára Zakopalová       | Q3 \|\| style="text-align:left" \| Chang Kai-chen    |                                                    |                                                 |                    |
| 2010  | 2e tour (1/32)                                       | Daniela Hantuchová                                | 1er tour (1/64)                                     | Magdaléna Rybáriková                                      | 1er tour (1/64)                                      | Alla Kudryavtseva                                  | 2e tour (1/32)                                  | Alexandra Dulgheru |
| 2011  | 1er tour (1/64)                                      | Li Na                                             | 1er tour (1/64)                                     | Kaia Kanepi                                               | 1er tour (1/64)                                      | Anastasiya Yakimova                                | 1er tour (1/64)                                 | Samantha Stosur    |
| 2012  | 1er tour (1/64)                                      | Olivia Rogowska                                   | 2e tour (1/32)                                      | Yaroslava Shvedova                                        | 1er tour (1/64)                                      | A. Pavlyuchenkova                                  | 2e tour (1/32)                                  | Ana Ivanović       |
| 2013  | 1er tour (1/64)                                      | Luksika Kumkhum                                   | 1er tour (1/64)                                     | Sabine Lisicki                                            | 1er tour (1/64)                                      | Mirjana Lučić                                      | 2e tour (1/32)                                  | Li Na              |
| 2014  | Q1 \|\| style="text-align:left" \| Renata Voráčová   | Q1 \|\| style="text-align:left" \| Lesia Tsurenko | Q1 \|\| style="text-align:left" \| Gabriella Taylor | Q1 \|\| style="text-align:left" \| Duan Ying-Ying         |                                                      |                                                    |                                                 |                    |

à droite du résultat, l’ultime adversaire.

### En double dames
| Année | Open d'Australie           | Open d'Australie          | Internationaux de France    | Internationaux de France  | Wimbledon                   | Wimbledon                   | US Open                     | US Open                  |
| ----- | -------------------------- | ------------------------- | --------------------------- | ------------------------- | --------------------------- | --------------------------- | --------------------------- | ------------------------ |
| 2006  | 1er tour (1/32) S. Bammer  | L. Domínguez M.A. Sánchez | 2e tour (1/16) M. Müller    | D. Hantuchová A. Sugiyama | 1er tour (1/32) M. Müller   | M. Bartoli S. Peer          | 1er tour (1/32) M. Müller   | K. Peschke F. Schiavone  |
| 2007  | 2e tour (1/16) V. Uhlířová | L. Raymond S. Stosur      | -                           | -                         | 1er tour (1/32) L. Osterloh | S. Mirza S. Peer            | -                           | -                        |
| 2008  | -                          | -                         | 1er tour (1/32) B. Strýcová | E. Vesnina V. Zvonareva   | -                           | -                           | 1er tour (1/32) S. Sfar     | J. Husárová Peng S.      |
| 2009  | 2e tour (1/16) N. Grandin  | K. Peschke L. Raymond     | -                           | -                         | -                           | -                           | -                           | -                        |
| 2010  | -                          | -                         | 1er tour (1/32) A. Kerber   | L. Šafářová A. Wozniak    | 1er tour (1/32) A. Kerber   | M. Kirilenko A. Radwańska   | 1er tour (1/32) J. Larsson  | V. Diatchenko I. Şenoğlu |
| 2011  | 2e tour (1/16) J. Larsson  | Chan Y.-j. A. Radwańska   | 2e tour (1/16) K. Kanepi    | L. Huber L. Raymond       | 1er tour (1/32) A. Klepač   | M.J. Martínez A. Medina     | 2e tour (1/16) V. Dushevina | G. Dulko F. Pennetta     |
| 2012  | 1er tour (1/32) J. Larsson | V. Dushevina S. Peer      | 1er tour (1/32) J. Larsson  | N. Grandin V. Uhlířová    | 1er tour (1/32) J. Larsson  | L. Dekmeijere V. Lepchenko  | 1er tour (1/32) J. Larsson  | K. Jans K. Mladenovic    |
| 2013  | 1er tour (1/32) J. Larsson | S. Errani R. Vinci        | 1er tour (1/32) J. Larsson  | V. Lepchenko Zheng S.     | 1er tour (1/32) J. Larsson  | K. Mladenovic G. Voskoboeva | 1er tour (1/32) K. Kanepi   | V. Lepchenko Zheng S.    |

sous le résultat, la partenaire ; à droite, l’ultime équipe adverse.

### En double mixte
| Année | Open d'Australie                 | Open d'Australie         | Internationaux de France | Internationaux de France | Wimbledon                    | Wimbledon             | US Open | US Open |
| ----- | -------------------------------- | ------------------------ | ------------------------ | ------------------------ | ---------------------------- | --------------------- | ------- | ------- |
| 2006  | -                                | -                        | 1er tour (1/16) S. Huss  | M. Hingis M. Bhupathi    | 1er tour (1/32) R. Lindstedt | K. Flipkens A. Murray | -       | -       |
| 2011  | 2e tour (1/8) P. Petzschner      | M. Kirilenko N. Zimonjić | -                        | -                        | -                            | -                     | -       | -       |
| 2012  | -                                | -                        | -                        | -                        | 1er tour (1/32) R. Lindstedt | V. Azarenka M. Mirnyi | -       | -       |
| 2013  | 1er tour (1/16) A.-U.-H. Qureshi | E. Vesnina L. Paes       | -                        | -                        | 3e tour (1/8) F. Nielsen     | L. Raymond B. Soares  | -       | -       |

sous le résultat, le partenaire ; à droite, l’ultime équipe adverse.

## Parcours en «Premier Mandatory» et «Premier 5»
Découlant d'une réforme du circuit WTA inaugurée en 2009, les tournois WTA « Premier Mandatory » et « Premier 5 » constituent les catégories d'épreuves les plus prestigieuses, après les quatre levées du Grand Chelem.

### En simple dames
| Année |              | Premier Mandatory             | Premier Mandatory           | Premier Mandatory          | Premier Mandatory          |       | Premier 5 | Premier 5 | Premier 5                 | Premier 5                   | Premier 5                     | Premier 5 | Premier 5              |
| Année | Indian Wells | Miami                         | Madrid                      | Pékin                      |                            | Dubaï | Rome      | Canada    | Cincinnati                |                             | Tokyo                         |           |                        |
| Année | Indian Wells | Miami                         | Madrid                      | Pékin                      |                            | Doha  | Rome      | Canada    | Cincinnati                |                             | Wuhan                         |           |                        |
| Année | Indian Wells | Miami                         | Madrid                      | Pékin                      |                            |       | Rome      | Canada    | Cincinnati                |                             |                               |           |                        |
| 2009  |              | 1er tour (1/64) T. Bacsinszky | 1er tour (1/64) S. Stosur   |                            |                            |       |           |           |                           |                             |                               |           |                        |
| 2010  |              |                               | 2e tour (1/32) D. Cibulková |                            |                            |       |           |           |                           |                             |                               |           |                        |
| 2011  |              | 2e tour (1/32) N. Petrova     | 1er tour (1/64) B. Mattek   | 2e tour (1/16) V. Azarenka | 3e tour (1/8) A. Radwańska |       |           |           |                           |                             | 2e tour (1/16) A. Petkovic    |           | 1er tour (1/32) G. Arn |
| 2012  |              | 3e tour (1/16) C. Wozniacki   | 2e tour (1/32) S. Lisicki   | 1er tour (1/32) C. McHale  | 1er tour (1/32) S. Cîrstea |       |           |           | 2e tour (1/16) S. Cîrstea | 1er tour (1/32) J. Čepelová | 2e tour (1/16) A. Radwańska   |           |                        |
| 2013  |              | 2e tour (1/32) J. Görges      | 1er tour (1/64) Peng S.     | 1er tour (1/32) S. Lisicki |                            |       |           |           |                           |                             | 1er tour (1/32) A. Kleybanova |           |                        |

Sous le résultat, l’ultime adversaire.

### En double dames
| 2012 |   |   |   |                                                                                      |   |   |   |  |   |   |   |                                                                                  |   |   |                                                                                  |   |   |   |  |  |
| —    | — | — | — | —                                                                                    | — | — | — |  |   | — | — | 1er tour (1/16) J. Gajdošová \|\| style="text-align:left;" \| G. Dulko P. Suárez | — | — | 2e tour (1/8) J. Craybas \|\| style="text-align:left;" \| N. Grandin V. Uhlířová | — | — |   |  |  |
| 2013 |   |   |   |                                                                                      |   |   |   |  |   |   |   |                                                                                  |   |   |                                                                                  |   |   |   |  |  |
| —    | — | — | — | 1er tour (1/16) J. Larsson \|\| style="text-align:left;" \| Chan H.-c. O. Govortsova | — | — |   |  | — | — | — | —                                                                                | — | — | —                                                                                | — | — | — |  |  |

N.B. : le nom de la partenaire se trouve sous le résultat ; le nom des ultimes adversaires se trouve à droite.

## Parcours aux Jeux olympiques

### En simple dames
| # | Date       | Nom de l'olympiade             | Surface      | Résultat        | Ultime adversaire | Score     |          |
| - | ---------- | ------------------------------ | ------------ | --------------- | ----------------- | --------- | -------- |
| 1 | 11/08/2008 | Olympic Tennis Event Pékin     | Dur (ext.)   | 2e tour (1/16)  | Elena Dementieva  | 6-3, 6-4  | Parcours |
| 2 | 28/07/2012 | Olympic Tennis Event Wimbledon | Gazon (ext.) | 1er tour (1/32) | Vera Zvonareva    | 7-65, 6-4 | Parcours |

### En double mixte
| # | Date       | Nom de l'olympiade             | Surface      | Résultat       | Partenaire       | Ultimes adversaires             | Score            |          |
| - | ---------- | ------------------------------ | ------------ | -------------- | ---------------- | ------------------------------- | ---------------- | -------- |
| 1 | 28/07/2012 | Olympic Tennis Event Wimbledon | Gazon (ext.) | 1er tour (1/8) | Robert Lindstedt | Daniele Bracciali Roberta Vinci | 6-3, 4-6, [10-8] | Parcours |

## Parcours en Fed Cup
| #                                                                    | Date       | Lieu          | Surface         | Gagnante(s)                         | Perdante(s)                      | Score              |          |
|                                                                      |            |               |                 |                                     |                                  |                    |          |
| 2001 - Barrage (groupe mondial I) - Suède - Japon - 3 : 2            |            |               |                 |                                     |                                  |                    |          |
| 1                                                                    | 21/07/2001 |               | Terre (ext.)    | Sofia Arvidsson                     | Shinobu Asagoe                   | 6-3, 6-3           | Parcours |
| 1                                                                    | 21/07/2001 | Rika Fujiwara | Terre (ext.)    | Sofia Arvidsson                     | 4-6, 6-4, 7-63                   |                    | Parcours |
|                                                                      |            |               |                 |                                     |                                  |                    |          |
| 2002 - 1er tour (groupe mondial) - Italie - Suède - 5 : 0            |            |               |                 |                                     |                                  |                    |          |
| 2                                                                    | 27/04/2002 | Milan         | Terre (ext.)    | A. Serra Zanetti                    | Sofia Arvidsson                  | 6-1, 6-1           | Parcours |
| 2                                                                    | 27/04/2002 | Milan         | Terre (ext.)    | Roberta Vinci                       | Sofia Arvidsson                  | 6-3, 6-2           | Parcours |
| 2                                                                    | 27/04/2002 | Milan         | Terre (ext.)    | Maria Elena Camerin Roberta Vinci   | Sofia Arvidsson Maria Wolfbrandt | 1-6, 6-0, 6-4      | Parcours |
|                                                                      |            |               |                 |                                     |                                  |                    |          |
| 2002 - Barrage (groupe mondial I) - Suède - Suisse - 3 : 2           |            |               |                 |                                     |                                  |                    |          |
| 3                                                                    | 20/07/2002 | Malmö         | Terre (ext.)    | Sofia Arvidsson                     | Patty Schnyder                   | 6-2, 6-2           | Parcours |
| 3                                                                    | 20/07/2002 | Malmö         | Terre (ext.)    | Myriam Casanova                     | Sofia Arvidsson                  | 6-0, 6-2           | Parcours |
| 3                                                                    | 20/07/2002 | Malmö         | Terre (ext.)    | Sofia Arvidsson Åsa Svensson        | Myriam Casanova Patty Schnyder   | 3-6, 6-3, 7-5      | Parcours |
|                                                                      |            |               |                 |                                     |                                  |                    |          |
| 2003 - 1er tour (groupe mondial) - Suède - Italie - 2 : 3            |            |               |                 |                                     |                                  |                    |          |
| 4                                                                    | 26/04/2003 | Linköping     | Dur (int.)      | Sofia Arvidsson                     | Ant. Serra Zanetti               | 6-4, 6-72, 6-3     | Parcours |
| 4                                                                    | 26/04/2003 | Linköping     | Dur (int.)      | Flavia Pennetta                     | Sofia Arvidsson                  | 6-0, 6-4           | Parcours |
| 4                                                                    | 26/04/2003 | Linköping     | Dur (int.)      | Flavia Pennetta Roberta Vinci       | Sofia Arvidsson Maria Wolfbrandt | 6-2, 6-1           | Parcours |
|                                                                      |            |               |                 |                                     |                                  |                    |          |
| 2003 - Barrage (groupe mondial I) - Japon - Suède - 4 : 1            |            |               |                 |                                     |                                  |                    |          |
| 5                                                                    | 19/07/2003 | Gifu          | Moquette (int.) | Shinobu Asagoe                      | Sofia Arvidsson                  | 6-3, 7-5           | Parcours |
| 5                                                                    | 19/07/2003 | Gifu          | Moquette (int.) | Sofia Arvidsson                     | Ai Sugiyama                      | 7-5, 6-1           | Parcours |
| 5                                                                    | 19/07/2003 | Gifu          | Moquette (int.) | Akiko Morigami Saori Obata          | Sofia Arvidsson Hanna Nooni      | 6-3, 6-2           | Parcours |
|                                                                      |            |               |                 |                                     |                                  |                    |          |
| 2010 - Barrage (groupe mondial II) - Suède - Chine - 3 : 2           |            |               |                 |                                     |                                  |                    |          |
| 6                                                                    | 25/04/2010 | Helsingborg   | Dur (int.)      | Sofia Arvidsson                     | Zhang Shuai                      | 6-4, 6-3           | Parcours |
| 6                                                                    | 25/04/2010 | Helsingborg   | Dur (int.)      | Peng Shuai                          | Sofia Arvidsson                  | 6-74, 6-1, 8-6     | Parcours |
|                                                                      |            |               |                 |                                     |                                  |                    |          |
| 2011 - 1er tour (groupe mondial II) - Suède - Ukraine - 2 : 3        |            |               |                 |                                     |                                  |                    |          |
| 7                                                                    | 05/02/2011 | Helsingborg   | Dur (int.)      | Sofia Arvidsson                     | Lesia Tsurenko                   | 6-3, 6-2           | Parcours |
| 7                                                                    | 05/02/2011 | Helsingborg   | Dur (int.)      | Kateryna Bondarenko                 | Sofia Arvidsson                  | 7-63, 6-4          | Parcours |
| 7                                                                    | 05/02/2011 | Helsingborg   | Dur (int.)      | Kateryna Bondarenko Olga Savchuk    | Sofia Arvidsson Johanna Larsson  | 7-5, 6-2           | Parcours |
|                                                                      |            |               |                 |                                     |                                  |                    |          |
| 2011 - Barrage (groupe mondial II) - Suisse - Suède - 4 : 1          |            |               |                 |                                     |                                  |                    |          |
| 8                                                                    | 16/04/2011 | Lugano        | Terre (ext.)    | Patty Schnyder                      | Sofia Arvidsson                  | 6-1, 6-0           | Parcours |
| 8                                                                    | 16/04/2011 | Lugano        | Terre (ext.)    | Timea Bacsinszky                    | Sofia Arvidsson                  | 6-3, 6-1           | Parcours |
|                                                                      |            |               |                 |                                     |                                  |                    |          |
| 2012 - Barrage (groupe mondial II) - Suède - Grande-Bretagne - 4 : 1 |            |               |                 |                                     |                                  |                    |          |
| 9                                                                    | 21/04/2012 | Borås         | Dur (int.)      | Sofia Arvidsson                     | Anne Keothavong                  | 6-1, 6-4           | Parcours |
| 9                                                                    | 21/04/2012 | Borås         | Dur (int.)      | Sofia Arvidsson                     | Laura Robson                     | 6-4, 1-6, 6-3      | Parcours |
|                                                                      |            |               |                 |                                     |                                  |                    |          |
| 2013 - 1er tour (groupe mondial II) - Argentine - Suède - 2 : 3      |            |               |                 |                                     |                                  |                    |          |
| 10                                                                   | 09/02/2013 | Buenos Aires  | Terre (ext.)    | Florencia Molinero                  | Sofia Arvidsson                  | 6-3, 2-6, 6-1      | Parcours |
| 10                                                                   | 09/02/2013 | Buenos Aires  | Terre (ext.)    | Sofia Arvidsson                     | Paula Ormaechea                  | 7-5, 6-76, 3-2 ab. | Parcours |
| 10                                                                   | 09/02/2013 | Buenos Aires  | Terre (ext.)    | Sofia Arvidsson Johanna Larsson     | María Irigoyen Mailen Auroux     | 6-4, 6-4           | Parcours |
|                                                                      |            |               |                 |                                     |                                  |                    |          |
| 2013 - Barrage (groupe mondial I) - États-Unis - Suède - 3 : 2       |            |               |                 |                                     |                                  |                    |          |
| 11                                                                   | 20/04/2013 | Delray Beach  | Dur (ext.)      | Sofia Arvidsson                     | Sloane Stephens                  | 6-4, 4-6, 6-1      | Parcours |
| 11                                                                   | 20/04/2013 | Delray Beach  | Dur (ext.)      | Serena Williams                     | Sofia Arvidsson                  | 6-2, 6-1           | Parcours |
|                                                                      |            |               |                 |                                     |                                  |                    |          |
| 2014 - 1er tour (groupe mondial II) - Suède - Pologne - 2 : 3        |            |               |                 |                                     |                                  |                    |          |
| 12                                                                   | 08/02/2014 | Borås         | Dur (int.)      | Agnieszka Radwańska                 | Sofia Arvidsson                  | 6-1, 6-1           | Parcours |
| 12                                                                   | 08/02/2014 | Borås         | Dur (int.)      | Sofia Arvidsson                     | Katarzyna Piter                  | 6-2, 6-1           | Parcours |
| 12                                                                   | 08/02/2014 | Borås         | Dur (int.)      | Agnieszka Radwańska Alicja Rosolska | Sofia Arvidsson Johanna Larsson  | 6-2, 6-2           | Parcours |
|                                                                      |            |               |                 |                                     |                                  |                    |          |
| 2014 - Barrage (groupe mondial II) - Suède - Thaïlande - 4 : 0       |            |               |                 |                                     |                                  |                    |          |
| 13                                                                   | 19/04/2014 | Lidköping     | Dur (int.)      | Sofia Arvidsson                     | Luksika Kumkhum                  | 6-4, 6-2           | Parcours |
| 13                                                                   | 19/04/2014 | Lidköping     | Dur (int.)      | Sofia Arvidsson                     | N. Lertcheewakarn                | Non disputé        | Parcours |

## Classements WTA en fin de saison

### En simple
| Année | 2000 | 2001 | 2002 | 2003 | 2004 | 2005 | 2006 | 2007 | 2008 | 2009 | 2010 | 2011 | 2012 | 2013 | 2014 | 2015 |
| Rang  | 854  | 487  | 167  | 113  | 176  | 67   | 63   | 102  | 64   | 124  | 52   | 78   | 41   | 118  | 271  | 316  |

source : (en) « Classements de Sofia Arvidsson », sur le site officiel du WTA Tour

### En double
| Année | 2000 | 2001 | 2002 | 2003 | 2004 | 2005 | 2006 | 2007 | 2008 | 2009 | 2010 | 2011 | 2012 | 2013 | 2014 | 2015 |
| Rang  | 724  | -    | 437  | 278  | 171  | 306  | 318  | 158  | 176  | 116  | 146  | 74   | 157  | 219  | -    | 1105 |

source : (en) « Classements de Sofia Arvidsson », sur le site officiel du WTA Tour